# Domul din Bamberg
Domul din Bamberg, cu hramul Sfântul Petru și Sfântul Gheorghe (în germană Hoher Dom St. Peter und St. Georg zu Bamberg, sau mai pe scurt Bamberger Dom), este catedrala Arhidiecezei de Bamberg.

## Istoric
Săpăturile arheologice au scos la iveală faptul că domul actual, precum și cele două care i-au precedat, au fost construite pe fundamentele unei capele și ale unui cimitir din fosta cetate a Casei de Babenberg. Primul dom, sfințit în anul 1012, a luat foc de două ori. Cel de-al treilea, care poate fi admirat și astăzi, este cel mai mare dintre toate și a fost sfințit în anul 1237. 
Lăcașul este catedrala Arhiepiscopiei de Bamberg și este unul din cele mai importante monumente arhitecturale ale orașului Bamberg. Bazilică cu patru turnuri, Domul din Bamberg este o construcție remarcabilă, de la trecerea de la stilul romanic târziu la noul stil gotic. Acest lucru se poate observa în arhitectura diferită a turnurilor și a altarului, cunoscut în întreaga lume ca mărturie a tranziției dintre cele două ere arhitecturale.